# Ustronie (staw)
Ustronie – dwa sąsiadujące stawy młyńskie leżące w Dolinie Siedmiu Młynów w Szczecinie (w latach 1816–1939 administracyjnie przypisane do powiatu Randow). Zostały utworzone w średniowieczu, w wyniku spiętrzenia wód strugi Osówka dla potrzeb wodnego młyna zbożowego nazwanego „Młyn Sauersacka” (później „Młyn Cesarski”, niem. Sauersackmühle, Kaisermühle). Młyn wycofano z eksploatacji w XIX w. Został przekształcony po I wojnie światowej w ekskluzywny lokal rozrywkowy nad stawem, a po II wojnie – w dom wypoczynkowy Zakładu Zieleni Miejskiej (obecnie – budynek mieszkalny).

## Położenie
Dolina Siedmiu Młynów, przez którą przepływa Osówka, jest częścią szczecińskiego Parku Leśnego Arkońskiego, leżącego w północnej i północno-zachodniej części miasta, na obszarze Wzgórz Warszewskich. Park należy do kompleksu Puszcze Szczecińskie. Nazwa doliny pochodzi od siedmiu nieczynnych obecnie młynów wodnych, których pozostałością są stawy młyńskie: Zazulin, Ustronie, Zacisze, Uroczysko, Nagórnik i Łomot.

## Historia
Stawy, noszące współcześnie nazwę Ustronie, utworzono w średniowieczu, w czasie budowy młyna napędzanego wodą Osówki (wówczas niem. Mühlenbach). Jego pierwsza nazwa – Wassermühle Sauersack (Sauersack Mühle) – pochodziła od nazwiska pierwszego dzierżawcy. Młyn Sauersacka był dzierżawiony przez kilka pokoleń tej rodziny.
O powstaniu młyna przed rokiem 1277 świadczy istnienie dokumentów potwierdzających, że w tymże roku został on przez księcia Barnima I sprzedany miastu Szczecin za pomoc finansową w wojnie z Marchią Brandenburską. Młynarze płacili miastu daninę w wysokości 1/6 korca mąki z przemiału. Zostali z niej zwolnieni w roku 1552. Z dokumentu z 8 września 1552 roku wynika, że książę szczeciński Barnim XI zamierzał podwyższyć czynsz wdowie po młynarzu z Sauersack, Hansie Burenie, jednak zmienił zdanie pod wpływem Othmara Tubbentala (Dubbentala?), krajowego rentmistrza. Zobowiązania przejęła Rada Miasta.
Eksploatacji młyna zaniechano na początku XX wieku (w młynarstwie koła młyńskie, obracane strumieniem wody, zastąpiono silnikami parowymi, a następnie spalinowymi i elektrycznymi). Po zakończeniu I wojny światowej (1918) w zabudowaniach nad stawami utworzono popularny w okresie międzywojennym ekskluzywny lokal rozrywkowy (w zabudowaniach mieszkało na stałe 10 osób). Nazwę obiektu zmieniono na Kaisermühle (Młyn Cesarski). 
W roku 1925 pisano w reklamie lokalu, położonego wśród starodrzewu, nad dwoma stawami młyńskimi: Najprzyjemniejsze miejsce wycieczkowe, cukiernia i kawiarnia, garaże dla samochodów, stajnie dla koni, staw, prastare drzewa, cienisty park.

## Współczesność
W czasie i po II wojnie światowej obiekt nie został zniszczony (jak pozostałe, już nieistniejące obiekty Doliny Siedmiu Młynów). Zabudowania zagospodarowano jako miejsce wypoczynku pracowników Szczecińskiego Zakładu Zieleni Miejskiej, dom wypoczynkowy „Ustronie” (obecnie – budynek mieszkalny). Stawy nie zostały uporządkowane.
Staw Ustronie i inne stawy Doliny Siedmiu Młynów wchodzą w skład zespołu przyrodniczo-krajobrazowego „Dolina Siedmiu Młynów i źródła strumienia Osówka”. Przez dolinę przebiega Polsko-Niemiecki Szlak Turystyczny „Siedem Młynów – Gubałówka”.